# بروسونتة لوزونية
بروسونتة لوزونية (الاسم العلمي: Broussonetia luzonica) هي نوع من النباتات تتبع جنس البروسونتة من الفصيلة التوتية.